# Stadio Turgutlu
Lo Stadio Turgutlu (in turco Turgutlu Stadyumu) è uno stadio, attualmente in costruzione, della città di Turgutlu nei pressi di Manisa, in Turchia. 
Secondo i piani iniziali avrebbe dovuto ospitare le partite casalinghe del Turgutluspor a partire dal 2014, prendendo il posto del vecchio Stadio 7 settembre.

## Caratteristiche
- Copertura: totale
- posti a sedere: 12 000
- Tribuna VIP : ?
- Tribuna stampa: ?
- Capienza totale: 12 000
- Parcheggio auto: ?
- Parcheggio autobus: ?